# 풍운 3
《풍운 3》(중국어: 武動乾坤)은 2020년 공개된 중국의 액션 판타지 영화이다.

## 출연진

### 주연
- 장아기

### 조연
- 왕락가
- 이멱이
- 여진안
- 정도